# Leucochlaena cypraota
Leucochlaena cypraota là một loài bướm đêm trong họ Noctuidae.